# Gayle Conelly Manchin
Gayle Conelly Manchin (née le 20 juin 1947) est une éducatrice et haute fonctionnaire américaine. Elle a été la Première dame de Virginie-Occidentale de 2005 à 2010 et occupe depuis 2021 le poste de coprésidente fédérale de la Commission régionale des Appalaches. Auparavant, elle a présidé le Conseil d'éducation de Virginie-Occidentale de 2013 à 2014. Elle a aussi été Secrétaire à l'éducation et aux arts de Virginie-Occidentale de 2017 jusqu'à son renvoi en mars 2018. Elle est l'épouse de Joe Manchin, ancien gouverneur et ancien sénateur des États-Unis de Virginie-Occidentale,.                                                                  

## Jeunesse et éducation
Manchin grandit à Beckley, en Virginie-Occidentale, où elle étudie au lycée Woodrow Wilson. Elle obtient une licence en arts du langage et en éducation, ainsi qu'une maîtrise en éducation à la lecture (maintenant connue sous le nom de maîtrise en éducation à l'alphabétisation) de l'Université de Virginie-Occidentale,. En 1999, elle devient titulaire d'une deuxième maîtrise en leadership des technologies éducatives de l'Université internationale de Salem,.

## Carrière

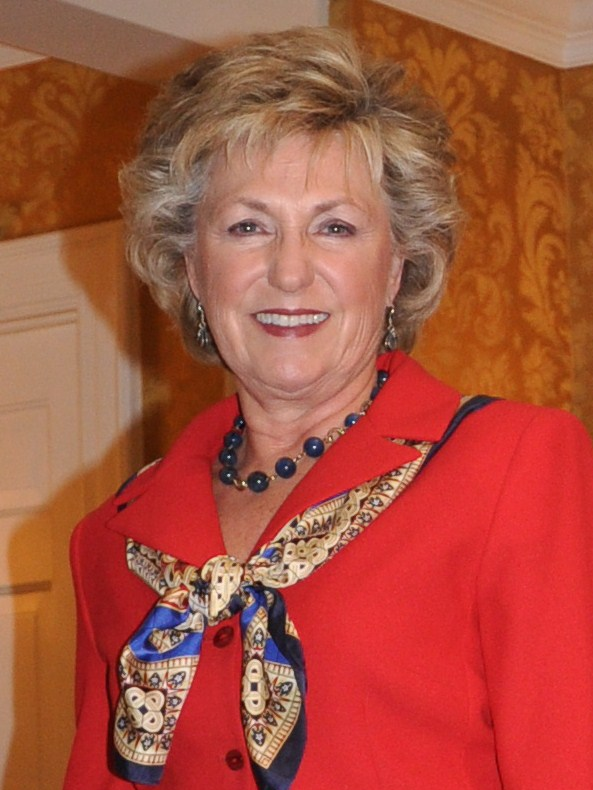
Gayle Manchin en tant que Première Dame de Virginie-Occidentale, 2009

Gayle Conelly Manchin travaille comme enseignante dans le district scolaire public du comté de Marion. Elle intègre ensuite le corps professoral de l'Université d'État de Fairmont, où elle crée le premier Programme d'apprentissage par le service communautaire,.
Elle est également directrice du programme AmeriCorps Promise Fellow de Virginie-Occidentale. En outre, Manchin travaille au Bureau du Secrétaire à l'Éducation et aux Arts, où elle met en place l'initiative « Partenariats de Virginie-Occidentale pour assurer le succès des étudiants » (West Virginia Partnerships to Assure Student Success - WV PASS).
Manchin tient le rôle de Première dame de Virginie-Occidentale de 2005 à 2010 pendant le mandat de son mari, Joe Manchin, gouverneur de l'État. Au cours de cette période, elle préside simultanément le Conseil des citoyens de Virginie-Occidentale pour les enfants et les familles, ainsi que la Coalition du gouverneur pour des modes de vie sains. Elle copréside également le Cabinet du gouverneur pour l'emploi au XXIe siècle et la Commission intellectuelle pour une vision partagée, et devient membre de la Commission de Virginie-Occidentale pour le service national et communautaire.
En 2007, Manchin est nommée au Conseil de l'éducation de Virginie-Occidentale où elle siège jusqu'en 2015,. Elle y effectue deux mandats en tant que vice-présidente et, le 10 juillet 2013, elle en est élue présidente pour un mandat de deux ans,.
En 2016, Manchin fait l'objet d'une controverse lorsque USA Today, un journal national, publie un article révélant qu'après être devenue présidente du Conseil de l'éducation en 2013, elle avait mené une campagne pour que les États obligent les établissements scolaires à se doter d'EpiPens et d'autres fournitures médicales. En conséquence, onze États ont créé des lois imposant aux écoles de stocker des EpiPens, fabriqués par le laboratoire pharmaceutique Mylan. Cela a entraîné une situation de « quasi-monopole » de l'auto-injecteur d'épinéphrine de Mylan dans le secteur de la santé scolaire. L'article a souligné le risque d'un conflit d'intérêts, puisque la PDG de Mylan, Heather Bresch, est la fille de Manchin.

### Secrétaire à l'Éducation et aux Arts de Virginie-Occidentale
Le 13 janvier 2017, le nouveau gouverneur de Virginie-Occidentale, Jim Justice, nomme Gayle Conelly Manchin à son cabinet en tant que secrétaire d'État à l'Éducation et aux Arts. Manchin succède à la secrétaire à l'Éducation sortante Kay Goodwin, partant à la retraite. La secrétaire à l'Éducation et aux Arts supervise un ensemble de six agences d'État, dont West Virginia Public Broadcasting, la West Virginia Library Commission, la Division of Culture and History, Volunteer West Virginia, le State Center for Professional Development et la Division of Rehabilitation Services.
Après l'adoption du projet de loi HB 4006, visant à dissoudre le Département de l'éducation et des arts de Virginie-Occidentale, à l'Assemblée législative de Virginie-Occidentale, Manchin demande au gouverneur d'opposer son veto à cette loi. Manchin propose aussi de démissionner afin de « dissiper tout nuage politique », mais, quelques jours plus tard, elle est démise de ses fonctions par Jim Justice, laissant vacant le poste de secrétaire du département.

### Commission des États-Unis sur la liberté religieuse internationale (USCIRF)
Le 19 avril 2018, Gayle Conelly Manchin est nommée à la Commission des États-Unis sur la liberté religieuse internationale (USCIRF), dont la mission est de « promouvoir la liberté religieuse dans le monde par le canal de la politique étrangère des États-Unis ». Elle en devient vice-présidente en 2019, et c'est dans cette position qu'elle s'exprime en faveur de la libération du prisonnier iranien Mohammad Ali Taheri,. Après l'attentat du 27 janvier 2019 contre la cathédrale de Jolo aux Philippines, elle manifeste, dans une interview sur EWTN News Nightly, sa désapprobation du « langage violent et colérique » du président Rodrigo Duterte contre les dirigeants de l'Église. En mars 2021, Manchin, devenue présidente de la Commission pour la période 2020-2021, est critiquée par le gouvernement chinois en raison de la recommandation de l'USCIRF demandant au gouvernement américain et à ses partenaires de sanctionner les responsables chinois impliqués dans les violations des droits de l'homme commises contre la minorité ouïghoure au Xinjiang. Manchin déclare qu'elle est « flattée » par ces réactions de Pekin.

### Coprésidente de la Commission régionale des Appalaches (ARC)
Nommée par le Président Biden et confirmée par le sénat, Gayle Conelly Manchin prête serment en mai 2021 en tant que treizième coprésidente fédérale de la Commission régionale des Appalaches (Appalachian Regional Commission - ARC). Elle est la première coprésidente originaire de Virginie-Occidentale. La mission de cette Commission « est d'innover, d'établir des partenariats et d'investir pour renforcer les capacités des communautés et la croissance économique dans les Appalaches ». Cette région s'étend sur 13 États, 12 partiellement et la Virginie-Occidentale en totalité. Manchin travaille donc directement avec les 13 gouverneurs concernés par le développement d'une région économiquement sinistrée. En prenant son poste, Manchin déclare que ses priorités sont de « soutenir la création d'opportunités économiques dans la région des Appalaches, d'améliorer l'accès au haut débit et les infrastructures essentielles dans les communautés des Appalaches, et de s'attaquer à la crise des opioïdes dans la région ».

## Vie personnelle
En 1967, Gayle Conelly épouse Joe Manchin, avec qui elle aura trois enfants, Heather, Joseph IV et Brooke, et s'installe à Fairmont en Virginie-Occidentale.